# NGC 1549
NGC 1549 ist eine elliptische Galaxie vom Hubble-Typ E0-1 im Sternbild Schwertfisch am Südsternhimmel. Sie ist schätzungsweise 48 Millionen Lichtjahre von der Milchstraße entfernt und hat einen Durchmesser von etwa 75.000 Lichtjahren. Gemeinsam mit der ca. 175.000 Lichtjahren von ihr entfernten NGC 1553 bildet sie ein wechselwirkendes Galaxienpaar und ist Mitglied der NGC 1553-Gruppe (LGG 112).
Im selben Himmelsareal befinden sich u. a. die Galaxien NGC 1546 und IC 2058.
Das Objekt wurde am 5. November 1826 von dem schottischen Astronomen James Dunlop entdeckt.